# Пресіан I
Пресіан I (болг. Пресиян) — хан Болгарії від 836 по 852 рік. Син Звиниці, небіж хана Маламира.
837 року підтримав повстання смолян проти влади Візантії. В результаті цієї війни Болгарія отримала території Македонії та Південної Албанії, вихід до Егейського та Адріатичного моря. Таким чином військові дії Пресіана поділили Візантію на три окремі частини: Південну Албанію, Елладу та землю біля Константинополя.
839 року болгари під керівництвом Пресіана здійснили напад на сербів, та зазнали поразки. Можливо, конфлікт був розв'язаний візантійською дипломатією.